# Hemigrammus arua
Hemigrammus arua är en fiskart som beskrevs av Lima, Wosiacki och Ramos 2009. Hemigrammus arua ingår i släktet Hemigrammus och familjen Characidae. Inga underarter finns listade i Catalogue of Life.